# Scary Stories to Tell in the Dark (Film)
Scary Stories to Tell in the Dark ist ein Horrorfilm von André Øvredal, der am 9. August 2019 in die US-amerikanischen und am 31. Oktober 2019 in die deutschen Kinos kam. Als Vorlage für den Film wurden die Gruselgeschichten des US-Kinderbuchautors Alvin Schwartz aus den 1990er Jahren verwendet, die mit Illustrationen von Stephen Gammell versehen sind.

## Handlung
Im Jahr 1968 in der Kleinstadt Mill Valley in den USA. Eine Gruppe von Teenagern, angeführt von einem Mädchen namens Stella, das sein Jugendzimmer mit Postern alter Horrorfilme von Bela Lugosi dekoriert, stolpern in einem verlassenen Haus über ein mysteriöses Buch, das einst von einer gewissen Sarah Bellows geschrieben wurde. Diese lebte einst in dem Städtchen in einem Herrenhaus. Das Mädchen verfügte über geheimnisvolle Kräfte. Statt von den Teenagern gelesen zu werden, liest das Buch deren Gedanken und beschreibt so unheimliche Geschichten rund um deren Ängste.

## Produktion
Vorlage für den Film sind die Gruselgeschichten des US-Kinderbuchautors Alvin Schwartz aus den 1990er Jahren, in denen eine Gruppe von Teenagern mysteriösen und schaurigen Todesfällen in ihrer Kleinstadt nachgeht. Laut Produzent Guillermo del Toro war die Adaption von Schwartz’ The Dream eine besondere Herausforderung. In der Geschichte geht es um eine bleiche Frau, eine sehr ätherische Figur, mit einem seligen kleinen Lächeln, das sie fast niedlich erscheinen lasse, was sie aber umso gruseliger mache, so del Toro. Er und der norwegische Regisseur André Øvredal hatten beschlossen, Schwartz’ Geschichten zu einer einzigen Erzählung zusammenzufassen. Zu der von ihm installierten Protagonistin sagte del Toro: „Normalerweise sind es in diesen Geschichten ein paar Jungs, die ein Mädchen als Kumpel haben. Ich wollte das umdrehen und sie [Stella] zur Anführerin machen.“ Øvredal erklärte, sie hätten hierbei nicht zu jung werden wollen, hätten jedoch die Tatsache berücksichtigen müssen, dass die Bücher für ein jüngeres Publikum bestimmt sind.

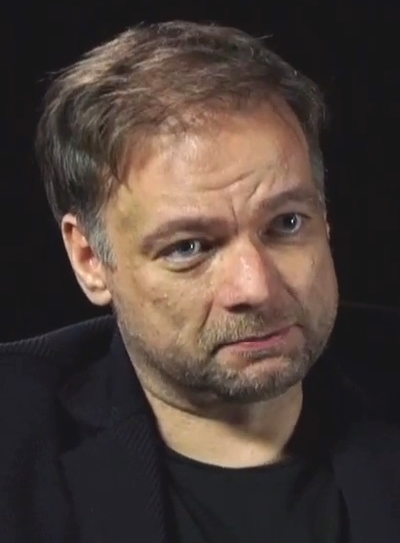
Regisseur André Øvredal

Zum Drehstart im Sommer 2018 gaben del Toro und Øvredal die Besetzung für den Grusel-Thriller bekannt, so die Nachwuchsschauspieler Michael Garza, Austin Abrams, Gabriel Rush und Zoe Colletti. Im September 2018 folgte das Bekanntwerden der Besetzung mit Dean Norris, Gil Bellows und Lorraine Toussaint.
Die Dreharbeiten wurden am 27. August 2018 begonnen und endeten am 26. Oktober 2018 in Ontario. Im Frühjahr 2019 äußerte sich Del Toro, er sei von Schwartz’ gesamtem Werk besessen, insbesondere aber von den absolut verrückten Illustrationen der Bücher von Stephen Gammell, die er und Øvredal unbedingt für den Film verwenden wollten. Als del Toro diese einige Jahrzehnte zuvor entdeckte, habe er tief beeindruckt neun der „wichtigsten Illustrationen“ aus dem Buch gekauft. Um Gammells Figuren in den Film zu bringen, wurden die Zeichnungen dreidimensional nachgebildet und bekleidet. Dies geschah ohne die Verwendung von CGI. Laut Regisseur Øvredal war es nie geplant, einen brutalen oder blutigen Horrorfilm zu drehen. Er sei als Filmemacher vielmehr an Spannung, Furcht und Nervenkitzel interessiert als an Gewaltdarstellungen, weswegen die Filmfreigabe PG-13 auch nie in Frage gestellt wurde.
Die Filmmusik komponierten Marco Beltrami und Anna Drubich. Der Soundtrack, der insgesamt 18 Musikstücke umfasst, wurde am 30. August 2019 von Entertainment One Music als Download veröffentlicht.
Anfang Juni 2019 wurde ein erster Trailer vorgestellt. Der Film kam am 9. August 2019 in die US-amerikanischen Kinos. Ende September 2019 wurde er beim Fantasy Filmfest als Abschlussfilm präsentiert. Ein Kinostart in Deutschland erfolgte am 31. Oktober 2019.
Das Produktionsbudget betrug rund 25 Mio. US-Dollar.

## Rezeption

### Altersfreigabe
In den USA wurde der Film von der MPAA als PG-13 eingestuft. Del Toro erklärte, sie hätten ein Familienabenteuer machen wollen, und beschreibt das Ergebnis als einen netten Familienhorrorfilm. In Deutschland wurde der Film von der FSK erst ab 16 Jahren freigegeben. In der Freigabebegründung heißt es, die von Beginn an betont düstere Geschichte mit lang anhaltendem Spannungsbogen sei mit vielen rätselhaften Szenen und Schreckmomenten erzählt und weise einzelne drastische Horrorbilder auf, was durch die effektvoll zuspitzende Inszenierung Kinder und Jugendliche unter 16 Jahren emotional überfordern könne.

### Kritiken und Einspielergebnis
Der Film konnte bislang 77 Prozent der Kritiker bei Rotten Tomatoes überzeugen.
Das Special-Interest-Magazin Neon Zombie schrieb, dass Regisseur Øvredal mit Scary Stories to tell in the Dark einen „wundervoll inszenierten Gruselfilm“ erschuf, der „dem Zuschauer überraschend pointiert das Fürchten lehrt“.
Die weltweiten Einnahmen aus Kinovorführungen belaufen sich bislang auf 104 Millionen US-Dollar.

### Auszeichnungen
Saturn Awards 2021
- Nominierung als Bester Horrorfilm
- Nominierung für das Beste Make-up (Norman Cabrera, Mike Hill & Mike Elizalde)

## Synchronisation
Die deutsche Synchronisation entstand nach einem Dialogbuch und der Dialogregie von Uta Kienemann im Auftrag der Mo Synchron GmbH, München.
| Darsteller         | Synchronsprecher    | Rolle               |
| ------------------ | ------------------- | ------------------- |
| Zoe Colletti       | Leslie-Vanessa Lill | Stella Nicholls     |
| Michael Garza      | Maximilian Belle    | Ramón Morales       |
| Natalie Ganzhorn   | Paulina Rümmelein   | Ruth Steinberg      |
| Austin Zajur       | Felix Mayer         | Chuck Steinberg     |
| Gabriel Rush       | Felix Auer          | Auggie Hilderbrandt |
| Austin Abrams      | Tobias Kern         | Tommy Milner        |
| Dean Norris        | Lutz Schnell        | Roy Nicholls        |
| Gil Bellows        | Thomas Wenke        | Chief Turner        |
| Lorraine Toussaint | Angelika Bender     | Lou Lou             |
| Kathleen Pollard   | Uta Kienemann       | Sarah Bellows       |
| Will Carr          | Markus Pfeiffer     | Ephraim Bellows     |